# Миноносцы типа G-192
Миноносцы типа G-192 — тип эскадренных миноносцев (по официальной классификации — больших миноносцев), состоявший на вооружении Военно-морского флота Германии в период Первой мировой войны. Всего было построено 6 миноносцев этого типа. Один миноносец был потоплен во время Первой мировой войны. Четыре были переданы Великобритании и сданы на слом после окончания войны. Только T196 в качестве тендера оставался на вооружении послевоенного германского Рейхсмарине, а затем и Кригсмарине. Он пережил Вторую мировую войну и в 1945 году достался Советскому Союзу, который включил его в состав своего флота на несколько лет.

## Энергетическая установка
На кораблях типа в качестве ГЭУ были установлены 2 паровые турбины системы «Германия» мощностью 19 100 л. с., три военно-морских угольных и один военно-морской нефтяной котёл. Максимальные запасы топлива на миноносцах типа составляли 145 тонн угля и 76 тонн нефти.

## Вооружение
Миноносцы вооружались 2х1 88-мм скорострельными орудиями. Торпедное вооружение эсминцев состояло из 4 500-мм торпедных аппаратов.

## Список миноносцев типа[3]
| Название | Дата закладки | Дата спуска на воду | Дата вступления в состав флота | Примечания |
| -------- | ------------- | ------------------- | ------------------------------ | --- |
| G-192    | 1910          | 5 ноября 1910       | 8 мая 1911                     | Исключён из списков флота 28 апреля 1920.                                                                                              |
| G-193    | 1910          | 10 декабря 1910     | 25 июня 1911                   | Исключён из списков флота 28 апреля 1920.                                                                                              |
| G-194    | 1910          | 12 января 1911      | 2 августа 1911                 | Потоплен в Северном море таранным ударом английского лёгкого крейсера «Клеопатра» 22 марта 1916.                                       |
| G-195    | 1910          | 3 апреля 1911       | 8 сентября 1911                | Исключён из списков флота 28 апреля 1920.                                                                                              |
| G-196    | 1910          | 24 мая 1911         | 2 октября 1911                 | В 1923 году прошёл модернизацию. 5 ноября 1945 передан советскому флоту в счёт репараций. Исключён из списков ВМФ СССР 30 апреля 1949. |
| G-197    | 1911          | 23 июня 1911        | 10 ноября 1911                 | Исключён из списков флота 28 апреля 1920.                                                                                              |